# Listafólkasamband Føroya
Listafólkasamband Føroya (LISA) (Engels: Faroese Council of Artists) is de koepelorganisatie van beroepsverenigingen van artiesten op de Faeröer, een autonome eilandengroep binnen het Koninkrijk Denemarken.

## Beschrijving
LISA werd in 1982 opgericht om de Faeröerse cultuur en de samenwerking tussen Faeröerse artiesten en kunstvormen te bevorderen, de belangen van Faeröerse artiesten te behartigen en deze publiekelijk te vertegenwoordigen, zowel in binnen- als buitenland. De organisatie heeft een adviserende rol bij alle Faeröerse zaken die artiesten betreffen, waaronder wetgeving. LISA onderhoudt daartoe contacten met alle culturele instellingen op de eilandengroep. De organisatie is onder andere aangesloten bij de Nordisk Kunstnerråd ("Noordse Raad van Kunstenaars") en de European Council of Artists.
De volgende Faeröerse beroepsorganisaties zijn in LISA vertegenwoordigd:
- Arkitektafelag Føroya (architecten)
- Føroya Blaðmannafelag (journalisten)
- Føroya Tónleikarafelag (musici)
- Føroysk Myndlistafólk (kunstenaars)
- Føroysk Tónaskøld (componisten)
- Kórsamband Føroya (koorverenigingen)
- Leikarafelag Føroya (acteurs)
- Rithøvundafelag Føroya (schrijvers)
- Yrkisfotografar í Føroyum (fotografen)

LISA's hoogste orgaan is een raad, waarin elk van de aangesloten beroepsgroepen met twee leden is vertegenwoordigd. Het dagelijks bestuur bestaat uit drie personen, die op de jaarvergadering worden benoemd. Het secretariaat van LISA wordt gesubsidieerd door het Faeröerse ministerie van cultuur.